# François Ier montre à Marguerite de Navarre, sa sœur, les vers qu'il vient d'écrire sur une vitre avec son diamant
François Ier montre à Marguerite de Navarre, sa sœur, les vers qu’il vient d’écrire sur une vitre avec son diamant est un tableau peint par Fleury François Richard en 1804. Il représente François Ier montrant à Marguerite de Navarre l'inscription Souvent femme varie. Bien fol qui s’y fie, au château de Chambord. Il est conservé au musée Napoléon d'Arenenberg, en Suisse.

## Histoire
Le tableau est présenté pour la première fois en public au Salon de 1804 (numéro 377 du livret).
En 2014, il est prêté au Musée des beaux-arts de Lyon dans le cadre de l'exposition L'invention du Passé. Histoires de cœur et d'épée 1802-1850.